# Manuel Álvarez Bravo

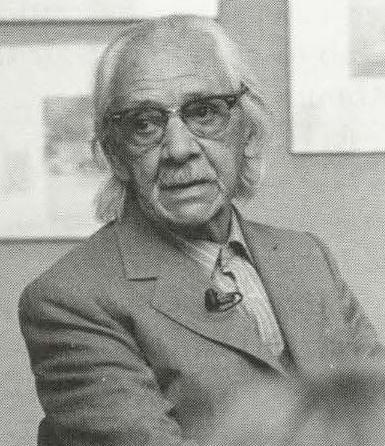
1986

Manuel Álvarez Bravo (ur. 4 lutego 1902 w Meksyku, zm. 19 października 2002) – meksykański fotograf.

## Życiorys
Pochodził z rodziny interesującej się sztuką. Początkowo wybrał zawód ekonomisty, zdał jednak na studia do Akademii Sztuk Pięknych w San Sebastian. Jako fotograf zaczynał pod protekcją Hugo Brehma, który wprowadził go w tajniki zawodu i namówił na zakup pierwszego aparatu. W 1925 przeprowadził się do Oaxaca, gdzie dwa lata później, w 1925 roku doceniono jego prace w lokalnym konkursie. W tym samym roku wszedł w związek małżeński z Lolą Alvarez Bravo (właśc. Dolores Martinez de Anda), którą uczył pracy fotografa. W 1927 roku powrócił do Ciudad de Mexico, gdzie otworzył galerię i wystawiał prace twórców takich jak Rufino Tamayo, José Clemente Orozco, Diego Rivera i Frida Kahlo.
Po rewolucji w latach 1930. licznie przybywali do Meksyku zagraniczni artyści, szukający politycznej i twórczej wolności. Z Europy powrócił Diego Rivera, wokół którego organizowało się życie artystycznej bohemy. Jose Vasconcelos, minister edukacji w rządzie prezydenta Obregóna oficjalnie sponsorował program powstawania murali, w który zaangażowani byli Diego Rivera, David Alfora Siqueiros i José Clemente Orozco. Vasconcelos starał się, by ustanowiono jednolitą tożsamość kulturową Meksykanów, a miasto Meksyk było centrum wymiany artystów i intelektualistów z całego świata. Już na początku lat trzydziestych do stolicy Meksyku zaczęli ściągać artyści również z Ameryki Północnej, m.in. Edward Weston wraz z Tiną Modotti.
Pierwszym profesjonalnym zajęciem Alvareza jako fotografa była praca freelancera dla Mexican Folkways, magazynu poświęconego kulturowej historii Meksyku i skupiającego się na tematach takich jak tradycyjna muzyka i rytuały pogrzebowe. Manuel uzyskał tę posadę dzięki wysiłkom jego przyjaciółki i koleżanki po fachu Tinie Modotti. Oboje, Modotti i Weston, byli zatrudnieni przez Mexican Folkways, ale gdy Modotti w 1930 została deportowana z powodów politycznych, Manuel sam kontynuował jej działalność, fotografując murale oraz portrety artystów i muzyków.
W latach dwudziestych Alvarez Bravo przyglądał się eksperymentom fotograficznym Edwarda Westona. Ten pokazywał, że fotografia może pretendować do statusu sztuki wtedy, kiedy czerpie się korzyści z bezpośredniego opisywania dyskretnych elementów świata materialnego. Alvarez Bravo zrealizował idee Westona w późnych latach 20. jego fotografie z tego okresu pokazują zbliżenia na architekturę, naturę, życie codzienne, aż do dramatycznych kompozycji. W latach 30 swoje zainteresowania skierował w stronę miejskiego krajobrazu. Chętniej od abstrakcji fotografował sceny z ówczesnego życia w mieście Meksyk.
W 1932 roku zrealizował swoją pierwszą wystawę indywidualną w Galeria Posada, którą Xavier Villaurrutia opatrzył tekstami. W salach Pałacu Sztuk Pięknych w Meksyku dzielił wystawę z Cartierem Bresson.
W 1934 zrealizował długometrażowy film Tehuantepec i krótkometrażowe Lon tigres de Coyoacan, La vida cotidiana de los peros, Cuanta sera la oscuridad? i El obrero.
Przyjaźnił się z Andre Bretonem, co zaowocowało wydaniem katalogu z wystawy Surrealista Internacional w 1939 roku z tekstami Bretona o surrealizmie. W 1936 roku wystawiał w galerii Hipocampo poety Xaviera Villaurrutia. W tym okresie twórczości Manuel Alvarez Bravo odkrywał nowe rozwiązania fotograficzne, które oddalały go od drogi wypracowanej przez jego poprzedników. Posługiwał się elementami, które wpływały na odbiorcę np. przez sugestywne tytuły opierające się na tradycji i kulturze meksykańskiej.
W latach 1943–1959 był członkiem organizacji producentów kinomatograficznych (Sección de Tecnicos y Manuales del Sindicato de Trabajadores de la Producción Cinematografica de Mexico), gdzie pracował z reżyserami takimi jak John Ford i Luis Bunuel.
W tym okresie pokazał swoją dojrzałość artystyczną. Posługiwał się takimi sposobami umacniania obrazu jak: ostre kontrasty, odosobnienie detali, uporządkowanie z geometrycznym rygorem. Manipulował obrazem, prowadził dwuznaczną grę z odbiorcą, nakłaniał go do ujrzenia rzeczy codziennych „nowymi oczami” i do nadawania im własnych znaczeń.
W 1959 porzucił świat kina i zorganizował Fondo Editorial de la Plastica Mexicana, w której pracował do roku 1980.

## Wystawy i nagrody
Podczas ponad 80-letniej twórczości Manuel Alvarez Bravo miał wiele wystaw i publikacji, otrzymał również liczne nagrody:
- 1932 realizacja pierwszej wystawy indywidualnej w Galeria Posada,
- 1936 wystawa w galerii Hipocampo Xaviera Villaurrutia,
- 1945 realizacja wystawy La fotografia como arte w Centrum Sztuki Współczesnej w Meksyku (Centro del arte moderno),
- 1968 wystawa w Pałacu Sztuk Pięknych (Pallacio de Bellas Artes),
- 1971 redakcja książki Lo efimero y eterno en el arte popular mexicano,
- 1972 zaproszenie do wystawiania w galerii Witkin w Nowym Jorku,
- 1973 przekazanie zdjęć do Instytutu Narodowego Sztuk Pięknych, nabycie 400 zdjęć przez państwo meksykańskie,
- 1975 wystawa w galerii Juan Martin w Meksyku, nagroda Nacional de Artes w Meksyku,
- 1978 wystawa w Corconan Gallery of Art w Waszyngtonie,
- 1980 kolekcja powstałych podczas jego podróży zdjęć dla Fundación Cultural Televisa; w 1986 wystawienie kolekcji na otwarciu Museum de Fotografia w Meksyku, w 1995 publikacja kolekcji w trzech tomach pod tytułem Luz y tiempo,
- 1981 nagroda rządu francuskiego i Order des Arts et Lettres,
- 1982 publikacja książki Aparición de Instante y Revelación wraz z 32 wierszami Octavia Paza i 71 zdjęciami Alvareza Bravo,
- 1983 Suenos, visones, metaforas – wystawa w muzeum w Jerozolimie w Izraelu,
- 1984 Międzynarodowa Nagroda Fundacji Hasselblada,
- 1986 wystawa w Muzeum Sztuki w Paryżu,
- 1987 nagroda Mistrza fotografii ICP w Nowym Jorku w 1987 roku,
- 1990 wystawa w Muzeum Fotografii w San Diego,
- 1992 Por puro placer w Galerii Juan Martin, retrospektywa organizowana przez Musée de l’Elysée w Lozannie,
- 1997 wystawa retrospektywna Variaciones 1995-1997 w Muzeum Sztuki Współczesnej w Nowym Jorku; Centrum Obrazu w Meksyku; retrospektywa w Galerii Agathe Gaillard w Paryżu,
- 1998 El gran tianguis w Galerii Juan Martin w Meksyku,
- 2001 En el umbral del signo w Galerii Juan Martin w Meksyku,
- 2002 retrospektywa prac w Narodowym Instytucie Sztuk Pięknych.

## Mestizaje
Hiszpański termin mestizaje nawiązuje do źródeł jego inspiracji fotograficznej i oddaje charakterystykę wielowarstwowości znaczeń, którymi posługiwał się Manuel Alvarez Bravo. Historycznie słowo mestizaje nawiązuje do rasowej i kulturowej mieszanki europejskich i amerykańskich elementów połączonych z rodzimą tradycją meksykańską lat 20. i 30.
Octavio Paz, laureat Nagrody Nobla i wieloletni przyjaciel artysty, opisywał zdjęcia Alvareza Bravo jako momenty objawienia, a nie historie. Są to „rzeczywistości w rotacji, chwilowe trwałości” na krawędzi zniknięcia (The Museum of Modern Art, New York).